# Oboniobita
L'oboniobita és un mineral de la classe dels òxids.

## Característiques
L'oboniobita és un òxid de fórmula química Mg₄Nb₂O₉. Va ser aprovada com a espècie vàlida per l'Associació Mineralògica Internacional en el mes de maig de l'any 2024. Va ser publicada a la revista xinesa Chinese Journal of Geology  per Haidong She et al. en el mes de setembre de 2024 amb el títol Oboniobite and Scandio-fluoro-eckermannite, two new minerals in the Bayan Obo deposit, Inner Mongolia. Cristal·litza en el sistema trigonal. Segons la classificació de Nickel-Strunz pertany a «04.CB: Òxids amb proporció metall:oxigen = 2:3, 3:5, i similars, amb cations de mida mitja».
Les mostres que van servir per a determinar l'espècie, el que es coneix com a material tipus, es troben conservades a les col·leccions del Museu de Geologia i Institut de Geologia i Geofísica de l'Acadèmia Xinesa de Ciències, a Beijing (República Popular de la Xina), amb els números de catàleg: KDX075 i M8237, i al Museu Geològic de la Xina, també a Beijing, amb el número de catàleg: GMCTM2023012.

## Formació i jaciments
Va ser descoberta al dipòsit polimetàl·lic de Bayan Obo, al marge nord del crató de la Xina del Nord (Mongòlia Interior, República Popular de la Xina). Aquest indret és l'únic de tot el planeta on ha estat descrita aquesta espècie mineral.